# 左祖右社
左祖右社，又称左宗右社，是中国古代封建帝王的都城的传统建筑布局，其中“祖”指祖庙（或太庙）祭祀祖先，”社“为社稷坛祭祀社稷，左右对称。面南背北，左侧为东方，右侧为西方。
北京故宫前天安门东侧为太庙，西侧为社稷坛，就是按照“左祖右社”的传统规制建造的。之后于50年代末扩建的天安门广场也借鉴了这一概念，东侧为中国国家博物馆，西侧为人民大会堂。